# Savannah
|  | For katteracen, se Savannah (kat) |
Savannah er en by i den østlige del af den amerikanske delstat Georgia. Byen har 147.780(2020) indbyggere.
Byen er administrativt centrum i det amerikanske county Chatham County og blev grundlagt i 1733 af britiske kolonister. Det var den første by i staten Georgia, og samtidig var Savannah den første hovedstad i staten. Savannah har siden sin grundlæggelse været en vigtig havneby. Byen er beliggende ved Savannahfloden, tæt ved denne flods udmunding i Atlanterhavet. 
Navnet på byen stammer fra det lokale indianske sprog.
Flyproducenten Gulfstream Aerospace har hovedsæde i byen. 